# توتایف
شهر توتایف (به روسی: Тутаев) در کشور روسیه و در اوبلاست یاروسلاول واقع شده‌است.

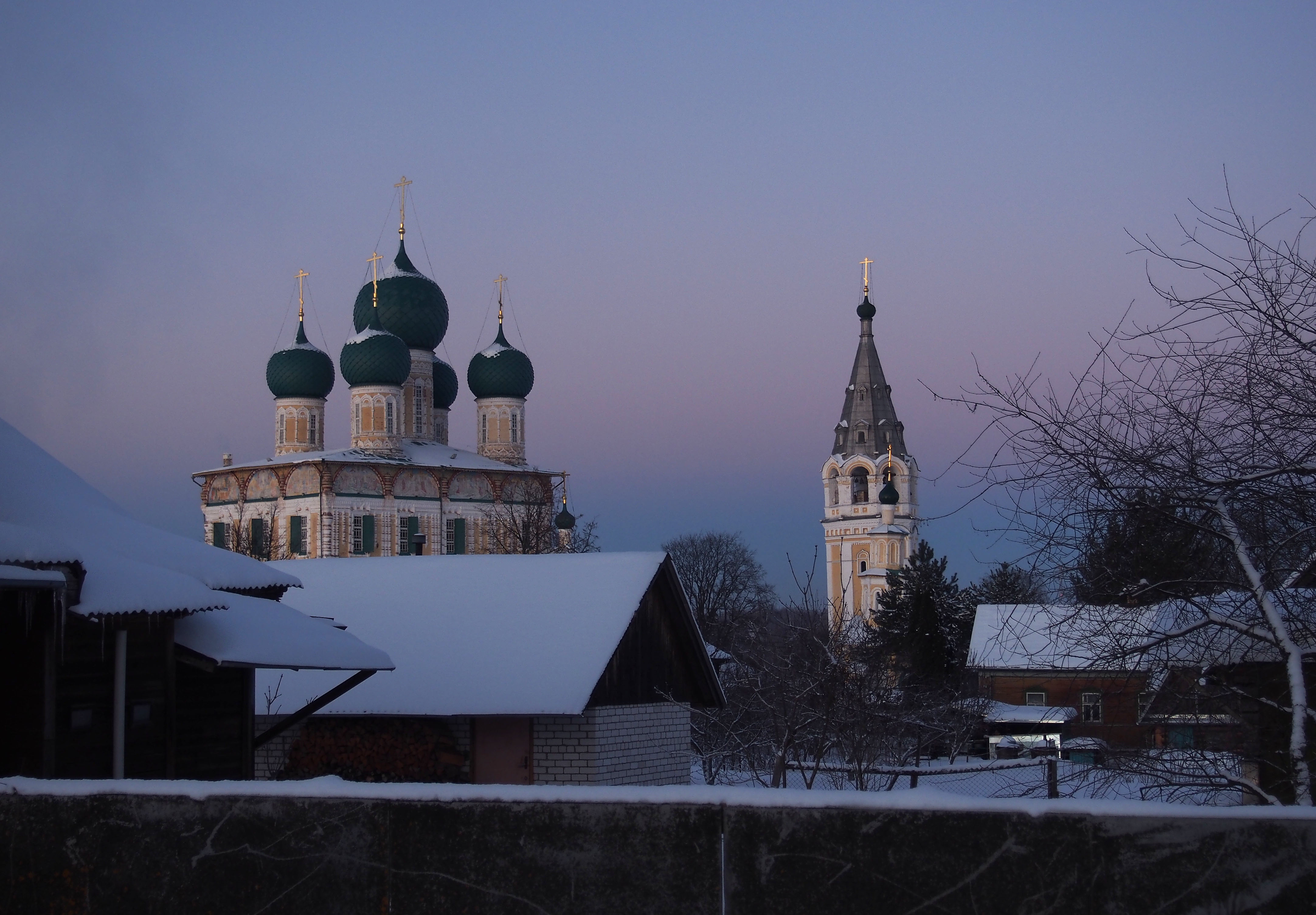
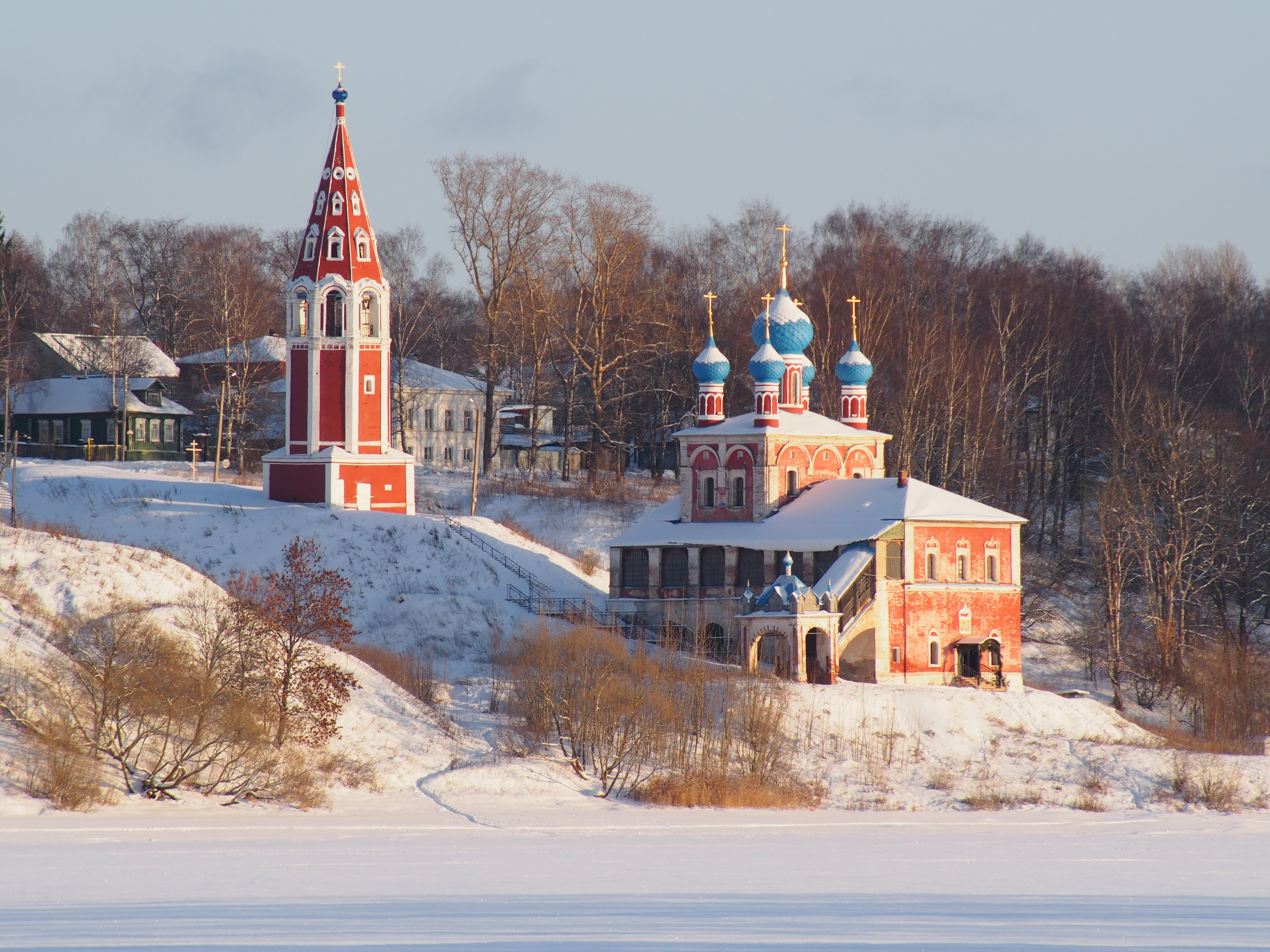
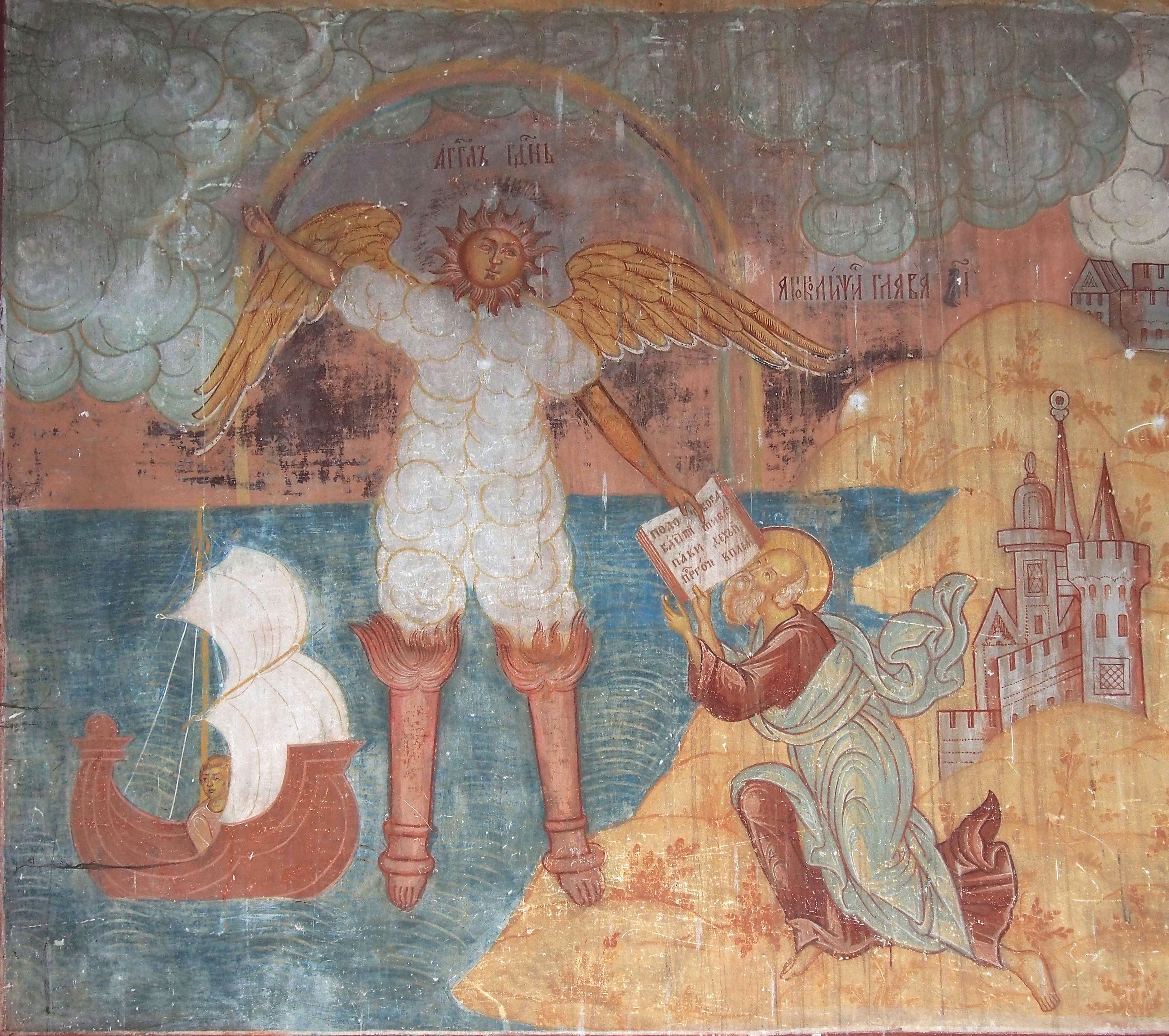
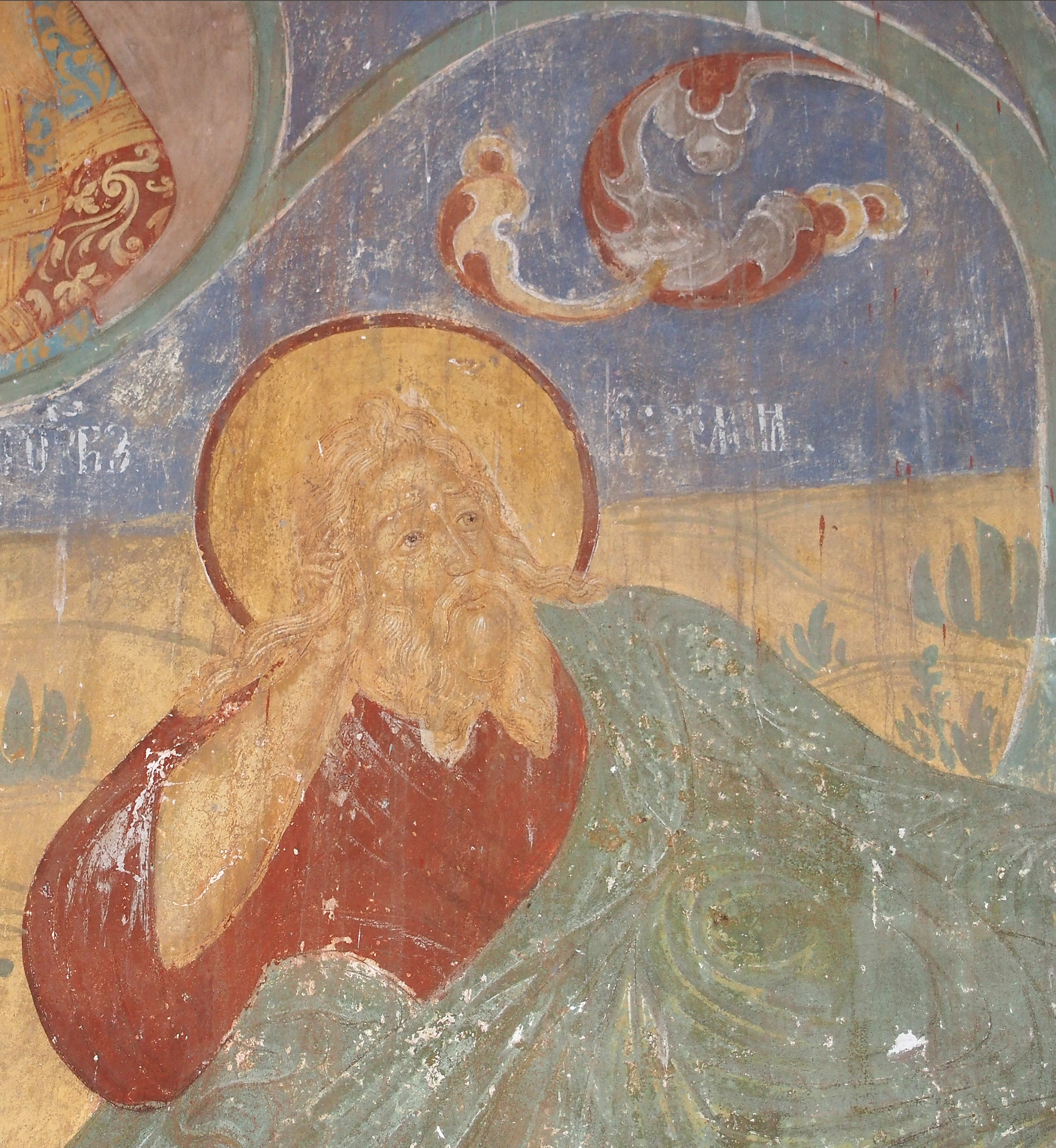
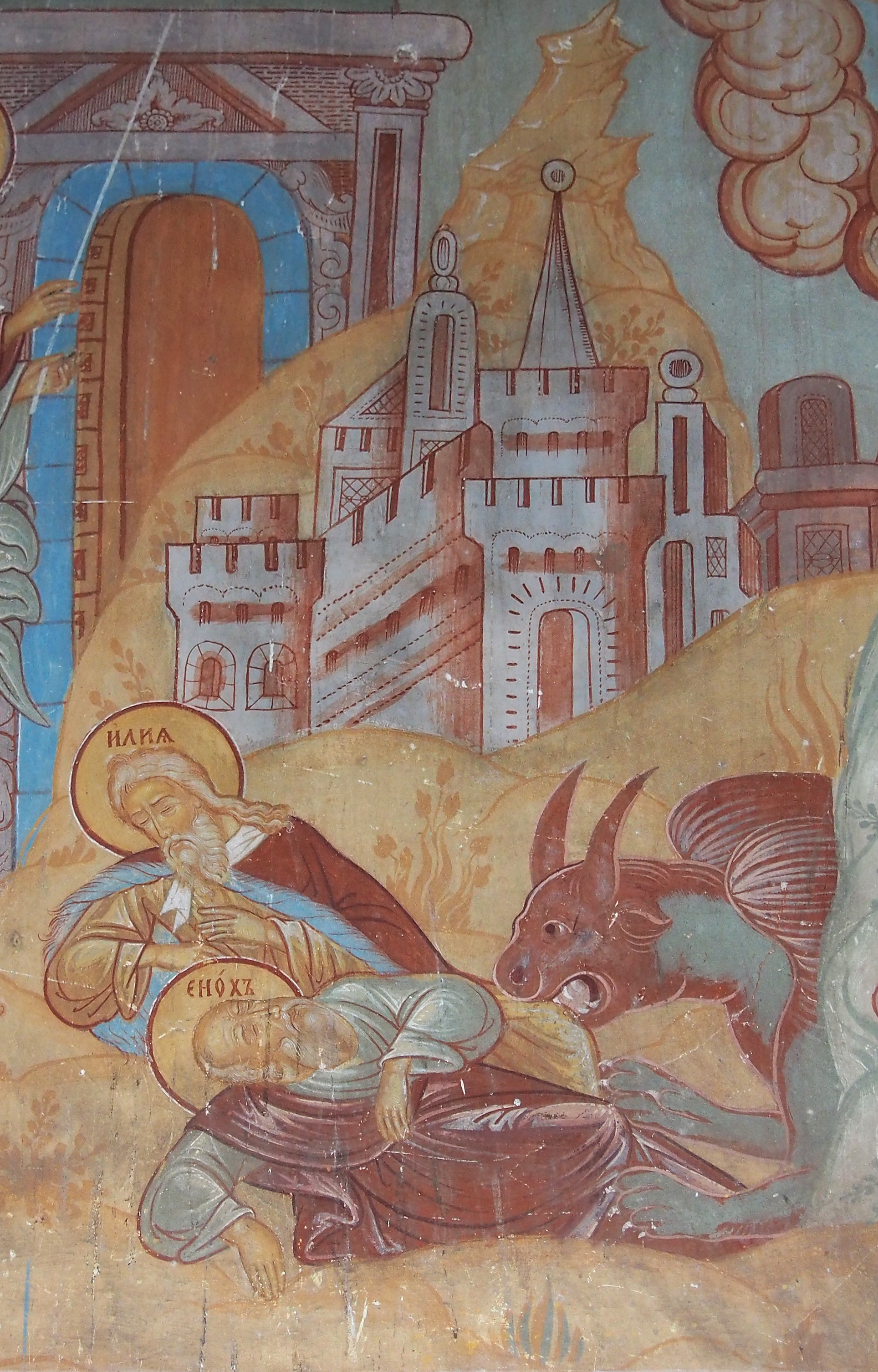
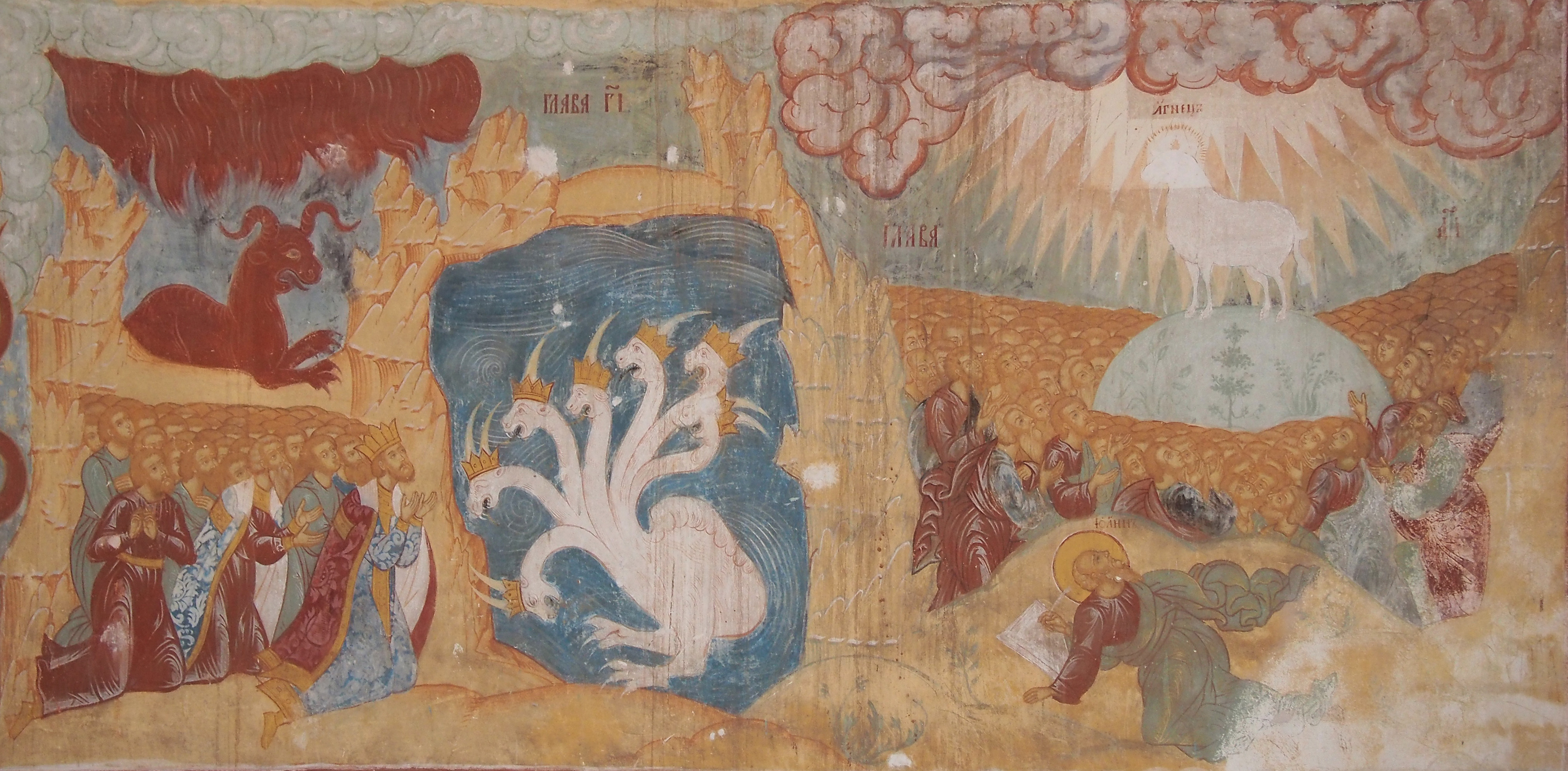